# Edifici de la Facultat de Medicina
L'edifici de la Facultat de Medicina està situat al carrer de Casanova de Barcelona i està catalogat com a bé cultural d'interès local. Forma part del conjunt de l'Hospital Clínic de Barcelona, que actualment pertany a la Xarxa d'Hospitals d'Utilització Pública de Catalunya (XHUP), depenent del Servei Català de la Salut.

## Història
La construcció d'aquest hospital partí de la iniciativa de l'any 1879 del claustre de professors de la Facultat de Medicina, situada entre el 1843 i el 1906 a l'antic Col·legi de Cirurgia. El solar, de 27.700 m², va costar 300.000 pessetes, pagades per l'Ajuntament i la Diputació, mentre que l'Estat es va fer càrrec de l'import de les obres, 6.643.798 pessetes. Aquesta idea passà a mans de l'administració de l'Estat, que proposà un primer projecte de l'arquitecte Josep Amargós i Samarach. Finalment, sobre la base d'aquest, l'arquitecte Ignasi Conrad Bartrolí i Puigventós proposà un edifici que prenia com a model els hospitals francesos del segle xix. En un primer moment, s'encarregà de la direcció de les obres Ricardo Magdalena Tabuenca, arquitecte del Ministeri de Foment, però sembla que acabà delegant les seves funcions en Josep Domènech i Estapà. Aquest, que ha estat considerat per algunes fonts com l'artífex de l'edifici, va realitzar diverses modificacions del projecte original de Bartrolí i Puigventós, que no haurien afectat tant a la distribució dels espais interiors com a aspectes més decoratius. Tanmateix, la primera pedra no es va posar fins a l'any 1888 i el ritme de les obres no es va accelerar fins al 1895. L'edifici va quedar enllestit el 1901, però s'inaugurà el 1907.

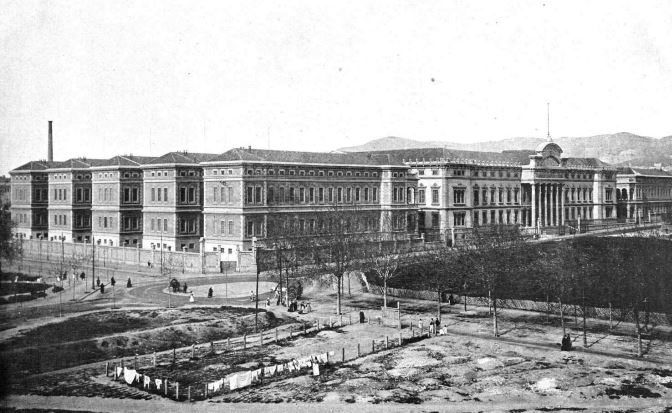
L'Hospital Clínic amb la Facultat de Medicina (1904)

A mitjans de la dècada del 1970, davant del deteriorament que ja presentava l'edifici, es va sol·licitar la construcció d'una nova facultat a Pedralbes. Finament, el 1979 se n'acordà la remodelació i ampliació d'una part, però es va haver d'esperar fins a l'any 1982 pel començament de les obres. Durant aquest procés de remodelació, els professors i alumnes es van traslladar a Pedralbes i s'hi construïren tres noves plantes, tot incrementant la seva superfície en 6.000 m², bàsicament aules i biblioteca.
La primera fase de les obres s'acabà l'any 1987, tot quedant pendent una segona fase per falta de finançament. El 1991 es reprengueren els treballs, aquesta vegada amb un projecte dels arquitectes Antoni Ubach i Miquel Espinet, que van ampliar la superfície de 19.000 a 38.000 m². Es va realitzar una intervenció a la fonamentació, i la segregació de cada pis en dos. La primera meitat de les obres d'aquesta segona fase es van inaugurar l'any 1996 i la segona fase l'any 2011.

## Descripció
En origen, el conjunt estava format per tres cossos, un central destinat a Facultat de Medicina i dos laterals destinats a hospital, els quals disposaven de dotze pavellons. Aquests quedaven conformats de la següent forma, cinc per a dones, cinc per a homes i dos per malalties infeccioses. Comptava també amb vuit amfiteatres de planta circular i una capella localitzada a la banda del carrer de Villarroel, que estava presidida per la imatge de la Mare de Déu del Remei i dels sants metges Cosme i Damià. Aquesta capella desaparegué amb l'ampliació que es va realitza ben entrat el segle xx. Segons recullen algunes fonts, la planta baixa estava ocupada per dues càtedres en forma d'amfiteatre per classes teòriques amb capacitat per 300 alumnes; quatre aules amb seients en forma de graderia, sales de dissecció, laboratoris, dipòsit de cadàvers, altres dependències i un ampli paranimf. A la planta primera: sala de juntes, biblioteca, sala de togues, secretaria, els museus de l'instrumental anatòmic i higiènic, altres càtedres per a 300 alumnes, el deganat i una gran galeria porticada i envidriada.
El cos central és de planta rectangular i es caracteritza especialment pel tractament diferenciat a la façana oberta al carrer de Casanova, de 226 m de llargària i 113 m els laterals. Amb una clara inspiració neoclassicista, és una bona mostra de l'arquitectura de final del segle xix, on es pot observar la convivència de diversos elements i materials com la pedra de Montjuïc i la pedra artificial. Avui dia presenta sis nivells d'alçat a l'interior, tot i que a la façana es manté la configuració original amb amb quatre nivells d'obertures: soterrani, planta baixa i dos pisos. Està construït a sobre d'un gran basament corregut de pedra (al que s'obren les petites finestres corresponents al nivell de soterrani) a sobre del qual es desenvolupen la resta de plantes. Cadascuna queda perfectament definida i delimitada per una línia de cornisa, la qual dona idea de la gran alçada que tenien els espais interiors.
La planta baixa disposa de grans obertures amb ampit i marc de pedra, aquest últim decorat amb una senzilla motllura. Aquest model es repeteix al primer pis però amb variacions a conseqüència de la major alçada d'aquest nivell; és per això que la motllura és molt més ornamental i està decorada amb un petit frontó circular. El darrer pis, localitzat a sota de la cornisa presenta un cos de finestres més senzill i de reduïdes dimensions.
Destaca l'organització dels angles a manera d'elements torrejats que sobresurten del plom de la façana, tot i que mantenen la mateixa cota d'alçat de la resta del conjunt. Aquest sistema permet trencar l'horitzontalitat de la façana i molt especialment separar-la visualment dels pavellons annexes, amb els que comunica a través d'un pont a cota del primer pis. Però sense cap mena de dubte, l'element més destacable de la façana és el cos central, també avançat respecte de la resta del plom del frontis i projectat a manera de pòrtic d'inspiració classicista. Es tracta d'un pòrtic hexàstil amb grans columnes d'ordre corinti i fust estriat i decorat amb sanefes decoratives, les quals sostenen un gran entaulament on actualment es pot llegir en lletres daurades FACULTAT DE MEDICINA. Aquest entaulament és la base a sobre de la qual es disposa un altre entaulament a sobre de mènsules, al centre del qual (sota un frontó semicircular) hi ha un grup escultòric obra de l'escultor Rafael Atché i Ferré (1854- 1923) que representa la història de la Medicina a través dels metges i sanadors del món.
La monumentalitat d'aquest cos es veu incrementada amb la presència d'unes escales que comuniquen el carrer amb la planta baixa de l'edifici, la qual es troba sobre elevada respecte de la cota de circulació del carrer. La façana al tram on es reoba el pòrtic és notablement diferent de la resta, ja que el parament no està revestit sinó que és de pedra vista i les finestres presenten unes característiques formals diferents. D'una banda, només hi ha finestres al nivell que es correspon amb el primer pis; són obertures de mig punt peralt que disposen d'una major decoració escultòrica i a l'eix central hi ha un òcul. El nivell inferior es correspon amb l'entrada a l'edifici pròpiament dita, la qual s'organitza com un cos amb cinc obertures de llinda recta motllurada i fusteria metàl·lica.
A través del pòrtic s'accedeix a un ampli vestíbul on hi ha la gran escalinata que mena a les plantes superiors. Aquest espai disposa de quatre trams coberts amb volta d'aresta sobre columnes pilars fasciculats de fust estriat. A l'eix longitudinal i, afrontada a la porta d'entrada, es desenvolupa la gran escala monumental de marbre. Aquesta disposa d'un primer tram de gran amplada que mena a un replà des del qual s'obren dues escales -cap a la dreta i cap a l'esquerra- que condueixen al primer pis. Aquesta escala rep llum natural directament, gràcies a un cos de finestres de mig punt que es correspon amb la galeria del primer pis oberta al pati o claustre central.
Actualment a la planta baixa es localitzen algunes dependències administratives com la secretaria de la Facultat de Medicina així com diversos despatxos. Cal destacar, a més del tram on es localitza l'escala, un seguit de corredors i passadissos que envolten el pati central, amb paviment ceràmic de rajoles blanques i negres i grans finestrals. En aquests passadissos encara es conserven alguns elements del mobiliari original de la facultat com ara bancs, cadires, taules i armaris de fusta. Un altre dels espais més representatius de la planta baixa és el pati o claustre; aquest àmbit es configura com un espai obert amb galeries a la planta baixa i el primer pis i petits parterres. Tant la galeria inferior com la superior presenten la mateixa configuració, amb arcs de mig punt sobre columnes. Però mentre que la inferior es presenta com un espai de circulació obert que permet accedir al centre del pati, la superior es troba tancada amb fusteries i vitralls. Disposa també d'una barana de pedra amb traceries que es repeteix al coronament superior de la cornisa.
A la planta principal es localitza una gran galeria amb arcuacions de mig punt sobre pilars i columnetes adossades i amb barana de pedra que envolta l'escala monumental. Destaca d'aquest nivell la gran monumentalitat de les portes que donen accés a les diverses sales i aules.
Tot i les reformes realitzades, s'ha mantingut l'eix format pel vestíbul, la gran escala principal, el claustre i l'antic paranimf així com algunes aules esglaonades amb graderia de fusta.